# Amsinckia vernicosa
Amsinckia vernicosa là loài thực vật có hoa trong họ Mồ hôi. Loài này được Hook. & Arn. mô tả khoa học đầu tiên năm 1838.